# Jiří Veselý
Jiří Veselý (ur. 10 lipca 1993 w Przybramie) – czeski tenisista, reprezentant kraju w Pucharze Davisa.

## Kariera tenisowa

### Kariera juniorska
Startując jeszcze w turniejach juniorów Czech zwyciężył w 2011 roku podczas Australian Open, zarówno w grze pojedynczej chłopców, jak i grze podwójnej chłopców. W finale singla pokonał Luke’a Saville’a 6:0, 6:3, a w deblu parę Ben Wagland–Andrew Whittington 6:4, 6:4. Partnerem Czecha był wówczas Filip Horanský. Ponadto Veselý osiągnął finał młodzieżowego US Open z 2010 roku w grze podwójnej oraz w 2011 roku podczas Wimbledonu. W 2011 roku awansował również do finału US Open w grze pojedynczej chłopców. Najwyżej w klasyfikacji singlowej juniorów był na 1. miejscu 3 stycznia 2011 roku.

### Kariera zawodowa
W gronie zawodowców Veselý w zawodach wielkoszlemowych zadebiutował podczas Rolanda Garrosa z 2013 roku, przechodząc najpierw eliminacje. W 1. rundzie turnieju głównego przegrał z Philippem Kohlschreiberem. W tym samym sezonie, w lutym zadebiutował w reprezentacji Czech w Pucharze Davisa.
W październiku 2014 roku wygrał zawody ATP World Tour w Moskwie w grze podwójnej, wspólnie z Františkiem Čermákiem.
W styczniu 2015 roku Czech zwyciężył w pierwszym w karierze turnieju singlowym – w Auckland pokonał w finale Adriana Mannarino 6:3, 6:2. W kwietniu zanotował finał rozgrywek w Bukareszcie, ulegając w nim Guillermo Garcíí Lópezowi w dwóch setach zakończonych tie-breakami.
Drugi singlowy tytuł Veselý zdobył w lutym 2020, w Pune pokonując w ostatnim meczu Jahora Hierasimau.
W rankingu gry pojedynczej Veselý najwyżej był na 35. miejscu (27 kwietnia 2015), a w klasyfikacji gry podwójnej na 94. pozycji (8 czerwca 2015).

#### Finały w turniejach ATP Tour
| Legenda                                      |
| -------------------------------------------- |
| Wielki Szlem                                 |
| Igrzyska olimpijskie                         |
| Tennis Masters Cup / ATP Finals              |
| ATP Masters Series / ATP Tour Masters 1000   |
| ATP International Series Gold / ATP Tour 500 |
| ATP International Series / ATP Tour 250      |

##### Gra pojedyncza (2–1)
| Końcowy wynik | Nr | Data             | Turniej   | Nawierzchnia | Przeciwnik             | Wynik finału     |
| ------------- | -- | ---------------- | --------- | ------------ | ---------------------- | ---------------- |
| Zwycięzca     | 1. | 17 stycznia 2015 | Auckland  | Twarda       | Adrian Mannarino       | 6:3, 6:2         |
| Finalista     | 1. | 26 kwietnia 2015 | Bukareszt | Ceglana      | Guillermo García-López | 6:7(5), 6:7(11)  |
| Zwycięzca     | 2. | 9 lutego 2020    | Pune      | Twarda       | Jahor Hierasimau       | 7:6(2), 5:7, 6:3 |

##### Gra podwójna (2–1)
| Końcowy wynik | Nr | Data                 | Turniej | Nawierzchnia  | Partner          | Przeciwnicy                  | Wynik finału |
| ------------- | -- | -------------------- | ------- | ------------- | ---------------- | ---------------------------- | ------------ |
| Zwycięzca     | 1. | 19 października 2014 | Moskwa  | Twarda (hala) | František Čermák | Sam Groth Chris Guccione     | 7:6(2), 7:5  |
| Zwycięzca     | 2. | 7 maja 2017          | Stambuł | Ceglana       | Roman Jebavý     | Tuna Altuna Alessandro Motti | 6:0, 6:0     |
| Finalista     | 1. | 21 lipca 2018        | Umag    | Ceglana       | Roman Jebavý     | Robin Haase Matwé Middelkoop | 4:6, 4:6     |